# Zehndersches Haus

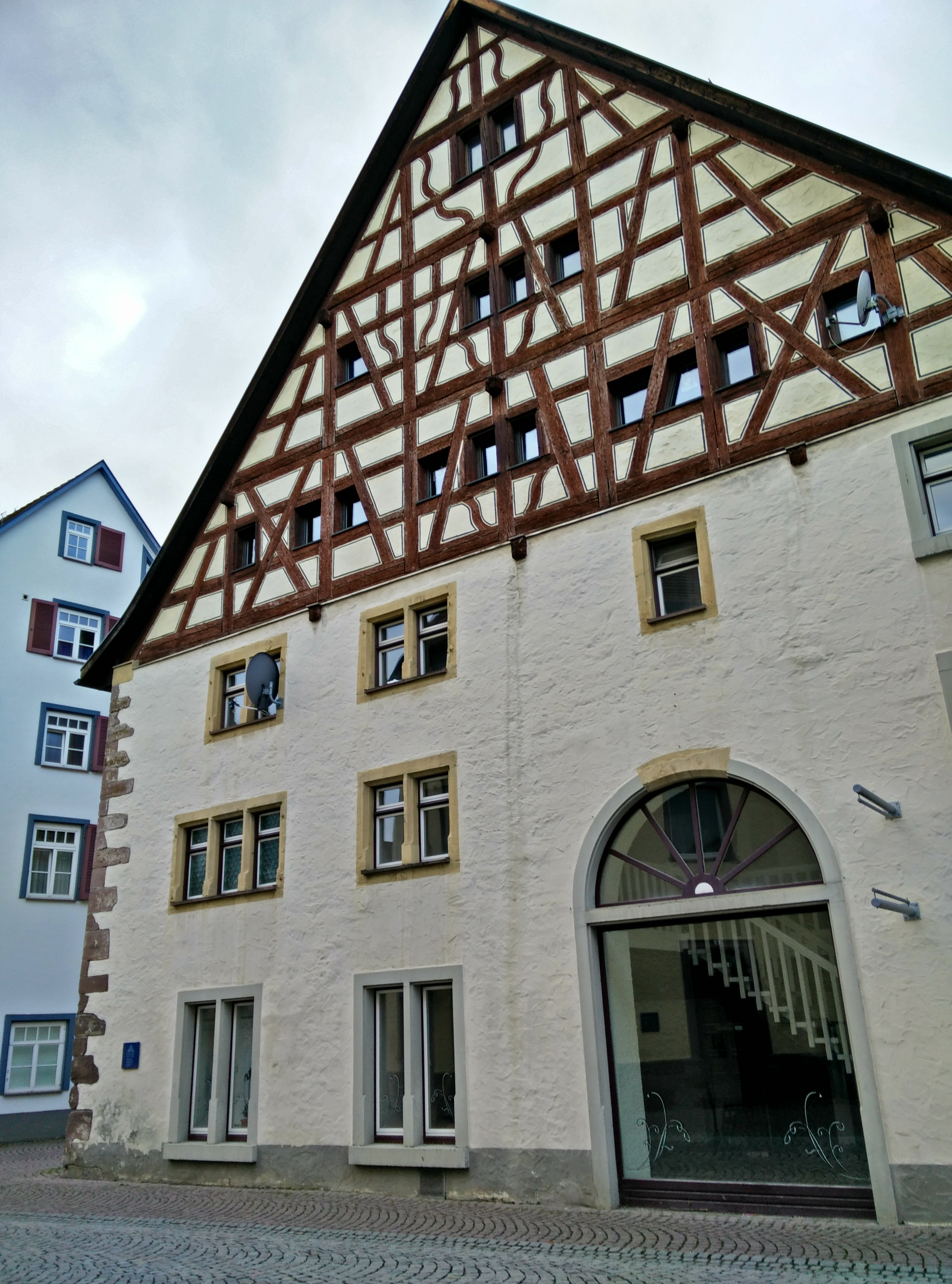
Das Zehndersche Haus in der Bärengasse

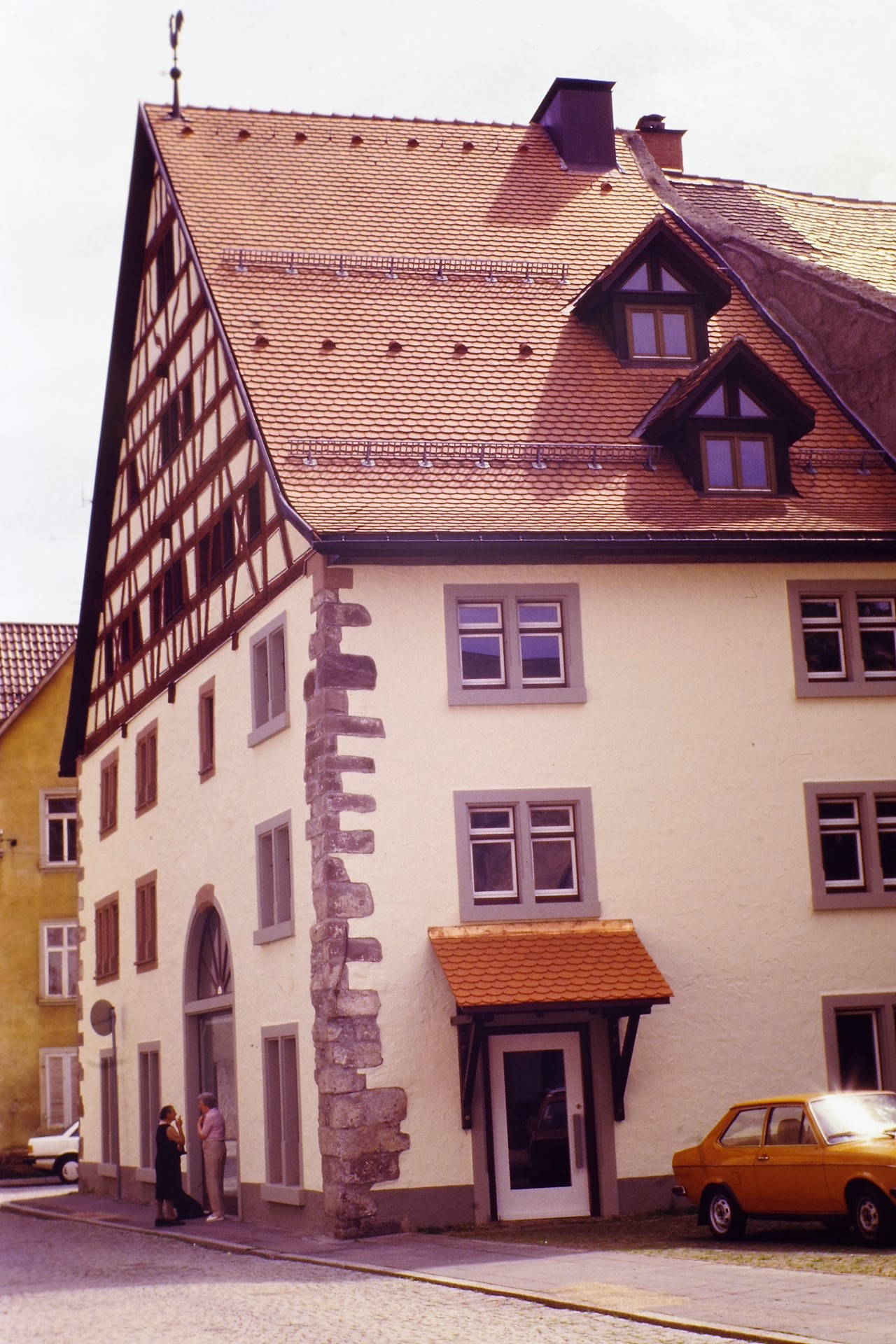
Nach der Renovierung

Das Zehndersche Haus ist ein Fachwerkhaus in der historischen Altstadt in Villingen. Es steht in der Hans-Kraut-Gasse (Hausnummer 11), die Giebelseite zeigt zur Bärengasse.

## Geschichte
Das Zehndersche Haus wurde um 1690 wohl als Meierhaus erbaut und gehörte zum 1236 als Augustinerinnenkloster gegründeten und späteren Dominikanerinnen Kloster (Villingen). Dieses lag neben dem Kloster St. Clara (Bickenkloster). Es wurde nach einem Patrizier mit Namen Vetter, der um 1255 die Nonnen aufnahm, auch Vetternsammlung genannt. 1782 erfolgte die Aufhebung des Klosters.
Im Jahre 1858 wurde die Vetternsammlung abgebrochen, es bestand aus dem Konvent, dem Superiorat und der 1720 erbauten Sammlungskirche, von der zuletzt noch der auf die Bärengasse stoßende Chor bestand, sie wurde zu einer Schule umgebaut, und zusammen mit dem ebenfalls aufgehobenen Kloster St. Clara entstand das Kloster St. Ursula, das bis heute besteht.
Der Name des Hauses leitet sich von der Familie Zehnder her, einem alteingesessenen Geschlecht. Über eine Tochter der Familie, die wiederum nur eine Tochter und einen Sohn hinterließ, kam, nachdem der Mann im Ersten Weltkrieg gefallen war und die Frau verstarb, das Haus an den Vormund der Kinder, später wurde das Haus verkauft. Es war in einem sehr bedenklichen Zustand, bis es durch eine Architektengemeinschaft im Jahr 1970 renoviert werden konnte. Seitdem ist es wieder ein Schmuckstück in der Villinger Altstadt.

## Architektur
Der Fachwerkbau steht auf einem massiv gemauerten Erdgeschoss, dieses diente zumeist als Lager- oder Verkaufsraum nebst Stallungen für Vieh und Pferde, wie es in süddeutschen Städten üblich war; die Wohnungen befanden sich in den Obergeschossen.